# Baller
«Baller» (немецкое произношение: [ˈbalɐ]) — песня австрийского музыкального дуэта Абор и Тинна с их дебютного студийного альбома Bittersüß. Она была выпущена 24 января 2025 года на лейбле Jive Records. Песня представляла Германию на конкурсе песни «Евровидение-2025», заняв 15 место в финале конкурса. Она достигла тринадцатого места в чартах немецких синглов.

## История создания
После возвращения на телевидение в 2024 году немецкий телеведущий, артист и музыкальный продюсер Штефан Рааб был объявлен главным ведущим отбора 2025 года в шоу, получившем название «Chefsache ESC 2025 — Wer singt für Deutschland?». После получения нескольких неудовлетворительных результатов Германии на «Евровидении» в предыдущие годы немецкие вещательные компании ARD и RTL объединили усилия с Раабом, чтобы помочь выбрать кандидата. Австрийский музыкальный дуэт Абор и Тинна в 2024 году стали одними из почти 3 300 участников отбора.
«Baller» была выпущена в качестве сингла с их дебютного студийного альбома Bittersüß 24 января 2025 года. Она была написана и спродюсирована дуэтом самостоятельно вместе с продюсером Александром Хауэром. Сопровождаемая «хриплым» вокалом Тинны и «запоминающимся» хуком, песня сочетает в себе элементы электронной музыки и хип-хопа.
25 апреля 2025 года была выпущена венгерская версия сингла под названием «Lángra gyújtom az eget» («Я подожгу небо»), в которой композиция была изменена на акустическую балладу.

## Евровидение-2025

### Chefsache ESC 2025 — Wer singt für Deutschland?
В ходе конкурса, состоявшего из четырёх отдельных шоу, прошедших с 14 февраля по 1 марта 2025 года, из 3281 претендента было отобрано 24 участника, которые исполняли каверы и собственные оригинальные песни. После исключения ещё 15 участников 1 марта состоялись финал и суперфинал. В отличие от предыдущих лет, победитель определялся исключительно путём публичного голосования. Дуэт Абор и Тинна, ставший ранним фаворитом членов жюри Кончиты Вурст и Нико Сантоса, победили в голосовании зрителей, набрав 34,9 % голосов. В знак уважения к своему отцу, виолончелисту Венского филармонического оркестра, в их выступление было включено уничтожение виолончели.

### На «Евровидении»
Конкурс песни «Евровидение 2025» прошёл в Санкт-Якобсхалле в Базеле, Швейцария. Конкурс состоял из двух полуфиналов, которые прошли 13 и 15 мая, и финала 17 мая 2025 года. Согласно правилам «Евровидения», все страны, за исключением принимающей страны и стран «Большой пятёрки» (Франция, Германия, Италия, Испания и Великобритания), должны пройти отбор в одном из двух полуфиналов, чтобы попасть в финал; десять лучших стран из каждого полуфинала проходят в финал. Как член «Большой пятерки», Германия автоматически прошла в финал. Впервые на сцене «Евровидения» песня была исполнена во втором полуфинале конкурса 15 мая 2025 года.
Абор и Тинна повторили свое выступление в финале 17 мая. Песня заняла 15 место, набрав в сумме 151 балл от зрителей и жюри.

## Список композиций
| №  | Название        | Длительность |
| -- | --------------- | ------------ |
| 1. | «Songs gehasst» | 3:22         |
| 2. | «Baller»        | 2:39         |

| №  | Название                              | Длительность |
| -- | ------------------------------------- | ------------ |
| 1. | «Baller (Acoustic Hungarian Version)» | 3:39         |

| №  | Название                | Длительность |
| -- | ----------------------- | ------------ |
| 1. | «Baller — NoWifi remix» | 2:47         |

## Чарты
| Чарт (2025)             | Высшая позиция |
| ----------------------- | -------------- |
| Германия (GfK)          | 13             |
| Латвия Airplay (TopHit) | 27             |
| Литва (AGATA)           | 46             |
| Литва Airplay (TopHit)  | 99             |

## Хронология релиза
| Регион | Дата           | Формат                         | Версия                                  | Лейбл | Прим.  |
| ------ | -------------- | ------------------------------ | --------------------------------------- | ----- | ------ |
| Разные | 24 января 2025 | Цифровое скачивание и стриминг | оригинальная версия                     | Jive  | [ 12 ] |
| Разные | 25 апреля 2025 | Цифровое скачивание и стриминг | акустическая версия на венгерском языке | Jive  | [ 13 ] |
| Разные | 8 мая 2025     | Цифровое скачивание и стриминг | NoWifi remix                            | Jive  | [ 14 ] |